# 위후이구
위후이구(한국어: 우회구, 중국어: 禹会区, 병음: Yǔhuì Qū)는 중화인민공화국 안후이성 벙부시의 현급 행정구역이다. 넓이는 125km2이고, 인구는 2007년 기준으로 240,000명이다.

## 기후
연평균 기온은 15°C이고 연평균 강수량은 850mm이다. 연평균 일조량은 2200시간이고 무상기일은 220일이다.

## 행정 구역
5개 가도, 1개 진, 1개 향을 관할한다.
- 가도: 朝阳街道, 纬四街道, 大庆街道, 张公山街道, 钓鱼台街道.
- 진: 秦集镇.
- 향: 长青乡.